# Festival de la Cançó d'Eurovisió 2022
La LXVI edició del Festival de la Cançó d'Eurovisió es va celebrar al Pala Alpitour de Torí, Itàlia, el 10, 12 i 14 de maig, després de la victòria de la banda de rock Måneskin en l'edició de 2021 a Rotterdam (Països Baixos), amb la cançó «Zitti e buoni», amb 524 punts. Fou el tercer certamen d'Eurovisió celebrat a Itàlia, després dels festivals de 1965 a Nàpols i de 1991 a Roma.
La cancó Stefania, del grup ucraïnès Kalush Orchestra, va aconseguir-hi la victòria amb 631 punts, seguit del Regne Unit, amb 455, i Espanya, amb 459.
El certamen va ser presentat pel presentador Alessandro Cattelan i els cantants Laura Pausini i Mika.

## Organització

### Seu del festival

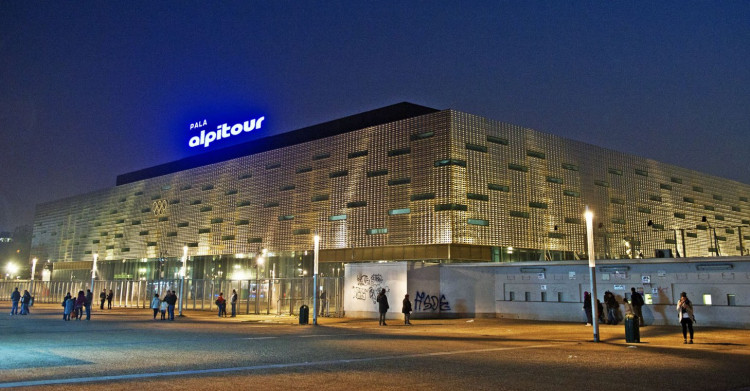
Pala Alpitour, seu d'Eurovisió 2022

Després d'obtenir Itàlia la victòria i guanyar-se el dret d'organitzar la següent edició del festival, els alcaldes de les ciutats italianes de Bolonya, Milà, Pesaro, Nàpols i Torí van manifestar el 23 de maig de 2021 el seu interès per albergar el concurs. Aquell mateix dia, l'alcalde de Reggio de l'Emília, Lucca Vecchi, va expressar el seu interès a albergar el concurs al RCF Arena, l'estadi a l'aire lliure més gran d'Europa amb una capacitat de 100.000 espectadors. També l'alcaldessa de Roma, Virginia Raggi, va expressar-hi interès.
Un dia més tard, més alcaldes i representants governamentals van manifestar el seu desig d'acollir el festival. L'alcalde de Rímini va expressar el seu interès a celebrar el concurs i va proposar la Fiera di Rimini com a seu. El mateix van fer l'alcalde de Florència, Dario Nardella, i les ciutats de Sanremo i Verona.
D'altra banda, el 7 de juliol de 2021, l'emissora amfitriona italiana (RAI) i la UER van llançar el procés de licitació i van publicar una llista de criteris i requisits per a la ciutat amfitriona i el lloc:
- El lloc ha d'estar disponible durant almenys 6 setmanes abans del concurs i una setmana després de la conclusió del concurs;
- El lloc ha de ser interior amb aire condicionat, tenir un perímetre ben definit i una capacitat d'audiència a la sala principal del voltant de 8.000 - 10.000 durant l'esdeveniment;
- El lloc ha de tenir una sala principal amb capacitat per a albergar el set i tots els altres requisits necessaris per a produir una producció de transmissió d'alt nivell i tenir un espai ampli amb fàcil accés a la sala principal per a donar suport a les necessitats de producció addicionals, com ara: un centre de premsa, espais de delegació, camerinos, instal·lacions per a artistes, instal·lacions per al personal, hospitalitat, instal·lacions per a l'audiència, etc.;
- La ciutat amfitriona ha de tenir un aeroport internacional a no més de 90 minuts de la ciutat;
- La ciutat seu ha de tenir més de 2.000 habitacions d'hotel en l'àrea pròxima a l'esdeveniment.

En la primera fase d'aquest procés, les ciutats interessades havien de postular-se formalment per a licitar. Aquestes havien de presentar la seva oferta en un llibre d'ofertes i enviar-lo a la RAI abans del 12 de juliol de 2021. La RAI i la UER van revisar tots els llibres d'ofertes durant l'estiu i, a partir d'ells, van triar la ciutat seu del concurs de 2022. El 8 d'octubre, Torí es va anunciar la ciutat amfitriona, amb el Pala Alpitour.
Les ciutats que van presentar candidatura oficial per a albergar el Festival són les següents:
| Ciutat            | Recinte                                 | Capacitat | Notes | Ref.          |
| ----------------- | --------------------------------------- | --------- | --- | ------------- |
| Acireale          | Palatupparello                          | 8.000     | | [ 12 ]        |
| Alessandria       | Cittadella                              |           | La proposta depenia de la construcció d'un sostre per cobrir l'estadi. Hauria necessitat reformes. | [ 12 ]        |
| Bolonya           | Unipol Arena                            | 20.000    | Va ser seu de la Final Four de l'Eurolliga de 2002, la Copa d'Itàlia de bàsquet de 2007, 2008 i 2009, la Supercopa d'Itàlia de bàsquet de 2021 i la gran final del Zecchino d'Or de 2019. | [ 13 ]        |
| Bolonya           | Fira de Bolonya                         | 10.000    | Anualment acull més de 75 fires comercials. |               |
| Emília-Romanya    | PalaGalassi                             | 9.000     | Candidatura trilateral formada per les ciutats de Forlì, Bertinoro i Cesena. Segons la candidatura, es presenten en nom de "tota la Romanya". | [ 12 ] [ 14 ] |
| Florència         | Nelson Mandela Forum                    | 8.000     | Va ser seu de la Copa Italiana de Bàsquet 2018 i 2019 i del Campionat Mundial Masculí de Voleibol FIVB 2018. Aquesta candidatura va ser secundada pel Consell Regional de la Toscana. | [ 12 ]        |
| Gènova            | Palasport di Genova                     |           | Va ser seu del Campionat d'Europa d'Atletisme en pista coberta de 1992 i de la Supercopa italiana de bàsquet de 2001 i 2002. Estava en procés de remodelació. | [ 12 ]        |
| Jesolo            | Palazzo del Turismo                     |           | Va ser seu de la gran final de Miss Itàlia; no complia amb els requisits de capacitat de la UER. |               |
| Jesolo            | Piave Vecchia Lighthouse                | 8.000     | La proposta depenia de la construcció d'un sostre per cobrir l'estadi. | [ 15 ]        |
| Matera            | Cava del Sole                           |           | La proposta depenia de la construcció d'un sostre per cobrir l'estadi. | [ 12 ]        |
| Milà              | Mediolanum Forum                        | 12.000    | Va ser seu dels MTV Europe Music Awards de 1998 i 2015, la Final Four de l'Eurolliga de 2014, el Campionat Mundial de Voleibol Femení FIVB 2014, la Copa Italiana de Bàsquet 2013, 2014 i 2016, la Supercopa Italiana de Bàsquet 2016, el Campionat Mundial Masculí de Voleibol FIVB 2018 i la Copa de bàsquet d'Itàlia 2021. A més, albergarà l'Eurobasket 2022 i els Jocs Olímpics d'Hivern de 2026. | [ 12 ]        |
| Milà              | Palazzo delle Scintille                 | 14.000    | Hauria necessitat treballs de remodelació. | [ 12 ]        |
| Palazzolo Acreide | S'hauria construït un recinte específic |           | Hauria necessitat la cooperació d'altres municipis de Siracusa. | [ 12 ]        |
| Pesaro            | Vitrifrigo Arena                        | 13.000    | Alberga el Festival d'Òpera Rossini; va ser seu de la Copa del Món de la FIG de 2017, el Campionat del Món de Gimnàstica Rítmica de 2017 i la Copa de Bàsquet d'Itàlia de 2020, torneig que tornaria a albergar en 2022. | [ 16 ]        |
| Roma              | PalaLottomatica                         | 11.000    | Va ser seu dels tornejos olímpics de bàsquet de 1960, el Campionat Mundial de Voleibol Femení FIVB 2014 i el sorteig final de la Copa Mundial de la FIFA 1990. | [ 12 ]        |
| Roma              | Fiera di Roma                           |           | Anualment organitza diverses fires comercials; no complia amb els requisits d'espectadors de la UER. |               |
| Rímini            | Fira de Rimini                          | 10.000    | És la seu del Rimini Meeting, RiminiWellness i Sigep; va ser seu de la Lliga de Nacions de Voleibol Masculí FIVB 2021. Aquesta candidatura va ser secundada per l'Assemblea Legislativa d'Emília-Romanya. | [ 17 ]        |
| Sanremo           | Mercato dei Fiori                       | 2.000     | Va acollir el Festival de Sanremo 1990 | [ 12 ]        |
| Trieste           | PalaTrieste                             | 6.900     | No complia amb els requisits d'espectadors de la UER. | [ 12 ]        |
| Trieste           | Stadio Nereo Rocco                      | 24.500    | Va ser seu del Campionat d'Europa Sub-21 de la UEFA de 2019; la proposta depenia de la construcció d'un sostre per cobrir l'estadi. | [ 12 ]        |
| Torí              | Pala Alpitour                           | 18.000    | Va ser seu dels esdeveniments d'hoquei sobre gel en els Jocs Olímpics d'Hivern de 2006 i la cerimònia d'obertura de la Universíada d'Hivern de 2007; de 2021 a 2025 serà la seu de les Finals ATP de tennis. Aquesta candidatura va ser secundada per l'Ajuntament de Torí i el Consell Regional de Piemont.                                                                                           | [ 16 ]        |
| Viterbo           | Fiera di Viterbo                        |           | No complia amb els requisits d'espectadors de la UER; hauria necessitat obres de renovació. | [ 12 ]        |

     Ciutats finalistes      Ciutat seu      Ciutat eliminada

### Dates
El 8 d'octubre de 2021, en el mateix anunci en què es va confirmar que Torí seria la ciutat seu, es van revelar les dates de les semifinals, que es van fixar per al 10 i el 12 de maig de 2022, i la de la final, que seria el 14 de maig.

### Identitat visual
El 27 de novembre de 2021 es va revelar que el disseny de l'escenari va ser encarregat a l'estudi Atelier Francesca Montinaro, responsable anteriorment, entre altres treballs, de l'escenografia del Festival de la cançó de Sanremo el 2013 i el 2019. Seria la primera vegada des de l'edició de 2016 a Estocolm que el disseny de l'escenari el realitzaria un equip del país amfitrió.
El logo i l'eslògan per al certamen, "The sound of beauty", van ser desvelats el 21 de gener de 2022. L'obra va ser construïda al voltant de l'estructura i els patrons simètrics de la cimàtica per transmetre les propietats visuals de so, els quals també plasmen el disseny del jardí italià, mentre que la tipografia va ser inspirada pel cartell italià de principis del segle XX i els colors van ser trets dels de la bandera italiana.

## Països participants

Països que es van classificar per a la final.
Països participants que no es van classificar per a la final.
Països que hi van participar en el passat però no el 2022.

El 20 d'octubre de 2021 es va confirmar que hi participarien 41 països al certamen de 2022. No obstant això, l'expulsió de Rússia a causa de la invasió a Ucraïna va provocar que n'hi participessin 40.

### Cançons i selecció
| País TV                                 | Títol original de la cançó      | Artista                       | Procés i data de selecció                                                                 |
| País TV                                 | Traducció del títol             | Idiomes                       | Procés i data de selecció                                                                 |
| --------------------------------------- | ------------------------------- | ----------------------------- | ----------------------------------------------------------------------------------------- |
| Albània RTSH                            | «Sekret»                        | Ronela Hajati                 | Festivali i Këngës 60, 29-12-2021 (Presentació de la versió final, 04-03-2022)            |
| Albània RTSH                            | «Secret»                        | Anglès, albanès i castellà    | Festivali i Këngës 60, 29-12-2021 (Presentació de la versió final, 04-03-2022)            |
| Alemanya NDR                            | «Rockstars»                     | Malik Harris                  | Germany 12 Points, 04-03-2022                                                             |
| Alemanya NDR                            | «Estrelles del rock»            | Anglès                        | Germany 12 Points, 04-03-2022                                                             |
| Armènia AMPTV                           | «Snap»                          | Rosa Linn                     | Elecció interna, 11-03-2022 (Presentació de la cançó, 19-03-2022)                         |
| Armènia AMPTV                           | «Espetegar»                     | Anglès                        | Elecció interna, 11-03-2022 (Presentació de la cançó, 19-03-2022)                         |
| Austràlia SBS                           | «Not the Same»                  | Sheldon Riley                 | Australia Decides, 26-02-2022                                                             |
| Austràlia SBS                           | «No sóc igual»                  | Anglès                        | Australia Decides, 26-02-2022                                                             |
| Àustria · ORF                           | «Halo»                          | LUM!X feat. Pia Maria         | Elecció interna, 08-02-2022 (Presentació de la cançó, 11-03-2022)                         |
| Àustria · ORF                           | —                               | Anglès                        | Elecció interna, 08-02-2022 (Presentació de la cançó, 11-03-2022)                         |
| Azerbaidjan İTV                         | «Fade To Black»                 | Nadir Rüstəmli                | Elecció interna, 16-02-2022 (Presentació de la cançó, 21-03-2022)                         |
| Azerbaidjan İTV                         | «Fos a negre»                   | Anglès                        | Elecció interna, 16-02-2022 (Presentació de la cançó, 21-03-2022)                         |
| Bèlgica RTBF                            | «Miss You»                      | Jérémie Makiese               | Elecció interna, 15-09-2021 (Presentació de la cançó, 10-03-2022)                         |
| Bèlgica RTBF                            | «Et trobo a faltar»             | Anglès                        | Elecció interna, 15-09-2021 (Presentació de la cançó, 10-03-2022)                         |
| Bulgària BNT                            | «Intention»                     | Intelligent Music Project     | Selecció interna, 25-11-2021 (Presentació de la cançó, 05-12-2021)                        |
| Bulgària BNT                            | «Intenció»                      | Anglès                        | Selecció interna, 25-11-2021 (Presentació de la cançó, 05-12-2021)                        |
| Croàcia HRT                             | «Guilty Pleasure»               | Mia Dimšić                    | Dora 2022, 19-02-2022                                                                     |
| Croàcia HRT                             | «Plaer culpable»                | Anglès                        | Dora 2022, 19-02-2022                                                                     |
| Dinamarca DR                            | «The Show»                      | Reddi                         | Dansk Melodi Grand Prix 2022, 05-03-2022                                                  |
| Dinamarca DR                            | «L'espectacle»                  | Anglès                        | Dansk Melodi Grand Prix 2022, 05-03-2022                                                  |
| Eslovènia RTVSLO                        | «Disko»                         | LPS                           | Evrovizijska Melodia, 19-02-2022                                                          |
| Eslovènia RTVSLO                        | «Discoteca»                     | Eslovè                        | Evrovizijska Melodia, 19-02-2022                                                          |
| Espanya RTVE                            | «SloMo»                         | Chanel                        | Benidorm Fest 2022, 29-01-2022                                                            |
| Espanya RTVE                            | «Càmera lenta»                  | Castellà i anglès             | Benidorm Fest 2022, 29-01-2022                                                            |
| Estònia ERR                             | «Hope»                          | Stefan                        | Eesti Laul 2022, 12-02-2022                                                               |
| Estònia ERR                             | «Espero»                        | Anglès                        | Eesti Laul 2022, 12-02-2022                                                               |
| Finlàndia Yle                           | «Jezebel»                       | The Rasmus                    | Uuden Musikiin Kilpailu 2022, 26-02-2022                                                  |
| Finlàndia Yle                           | —                               | Anglès                        | Uuden Musikiin Kilpailu 2022, 26-02-2022                                                  |
| França FTV                              | «Fulenn»                        | Alvan & Ahez                  | Eurovision France, c'est vous qui décidez, 05-03-2022                                     |
| França FTV                              | «Espurna»                       | Bretó                         | Eurovision France, c'est vous qui décidez, 05-03-2022                                     |
| Geòrgia GPB                             | «Lock Me In»                    | Circus Mircus                 | Elecció interna, 14-11-2021 (Presentació de la cançó, 09-03-2022)                         |
| Geòrgia GPB                             | «Tanca'm»                       | Anglès                        | Elecció interna, 14-11-2021 (Presentació de la cançó, 09-03-2022)                         |
| Grècia ERT                              | «Die Together»                  | Amanda Georgiadi Tenfjord     | Elecció interna, 15-12-2021 (Presentació de la cançó, 10-03-2022)                         |
| Grècia ERT                              | «Morir junts»                   | Anglès                        | Elecció interna, 15-12-2021 (Presentació de la cançó, 10-03-2022)                         |
| Irlanda RTÉ                             | «That's Rich»                   | Brooke Scullion               | The Late Late Show: Eurosong, 04-02-2022                                                  |
| Irlanda RTÉ                             | «Té gràcia»                     | Anglès                        | The Late Late Show: Eurosong, 04-02-2022                                                  |
| Islàndia RÚV                            | «Með hækkandi sól»              | Systur                        | Söngvakeppnin 2022, 12-03-2022                                                            |
| Islàndia RÚV                            | «Amb el sol naixent»            | Islandès                      | Söngvakeppnin 2022, 12-03-2022                                                            |
| Israel IPBC                             | «I.M»                           | Michael Ben David             | The X Factor, 05-02-2022 (Presentació de la versió final, 14-03-2022)                     |
| Israel IPBC                             | «Jo sóc»                        | Anglès                        | The X Factor, 05-02-2022 (Presentació de la versió final, 14-03-2022)                     |
| Itàlia RAI                              | «Brividi»                       | Mahmood & Blanco              | Festival de la Cançó de Sanremo 2022, 05-02-2022                                          |
| Itàlia RAI                              | «Calfreds»                      | Italià                        | Festival de la Cançó de Sanremo 2022, 05-02-2022                                          |
| Letònia LTV                             | «Eat Your Salad»                | Citi Zēni                     | Supernova 2022, 12-02-2022                                                                |
| Letònia LTV                             | «Menja't la teva amanida»       | Anglès                        | Supernova 2022, 12-02-2022                                                                |
| Lituània Lietuvos Radijas ir Televizija | «Sentimentai»                   | Monika Liu                    | Pabandom iš naujo 2022, 12-02-2022                                                        |
| Lituània Lietuvos Radijas ir Televizija | «Sentiments»                    | Lituà                         | Pabandom iš naujo 2022, 12-02-2022                                                        |
| Macedònia del Nord MKRTV                | «Circles»                       | Andrea                        | Za Evrosong 2022, 04-02-2022 (Presentació de la versió final, 10-03-2022)                 |
| Macedònia del Nord MKRTV                | «Cercles»                       | Anglès                        | Za Evrosong 2022, 04-02-2022 (Presentació de la versió final, 10-03-2022)                 |
| Malta PBS                               | «I Am What I Am»                | Emma Muscat                   | Malta Eurovision Song Contest 2022, 19-02-2022 (Presentació de la nova cançó, 14-03-2022) |
| Malta PBS                               | «Sóc el que sóc»                | Anglès                        | Malta Eurovision Song Contest 2022, 19-02-2022 (Presentació de la nova cançó, 14-03-2022) |
| Moldàvia TRM                            | «Trenulețul»                    | Zdob și Zdub & Frații Advahov | Selecţia Naţională, 29-01-2022                                                            |
| Moldàvia TRM                            | «El trenet»                     | Romanès i anglès              | Selecţia Naţională, 29-01-2022                                                            |
| Montenegro RTCG                         | «Breathe»                       | Vladana Vučinić               | Elecció interna, 04-01-2022 (Presentació de la cançó, 04-03-2022)                         |
| Montenegro RTCG                         | «Respirar»                      | Anglès                        | Elecció interna, 04-01-2022 (Presentació de la cançó, 04-03-2022)                         |
| Noruega NRK                             | «Give That Wolf a Banana»       | Subwoolfer                    | Melodi Grand Prix 2022, 19-02-2022                                                        |
| Noruega NRK                             | «Dona a aqueix llop una banana» | Anglés                        | Melodi Grand Prix 2022, 19-02-2022                                                        |
| Països Baixos AVROTROS                  | «De Diepte»                     | S10                           | Elecció interna, 07-12-2021 (Presentació de la cançó, 03-03-2022)                         |
| Països Baixos AVROTROS                  | «La profunditat»                | Neerlandès                    | Elecció interna, 07-12-2021 (Presentació de la cançó, 03-03-2022)                         |
| Polònia TVP                             | «River»                         | Krystian Ochman               | Tu bije serce Europy! Wybieramy hity na Eurowizję, 19-02-2022                             |
| Polònia TVP                             | «Riu»                           | Anglès                        | Tu bije serce Europy! Wybieramy hity na Eurowizję, 19-02-2022                             |
| Portugal RTP                            | «Saudade, saudade»              | Maro                          | Festival da Canção 2022, 12-03-2022                                                       |
| Portugal RTP                            | «Enyorança, enyorança»          | Portuguès i anglès            | Festival da Canção 2022, 12-03-2022                                                       |
| Regne Unit BBC                          | «Space Man»                     | Sam Ryder                     | Elecció interna, 10-03-2022                                                               |
| Regne Unit BBC                          | «Home de l'espai»               | Anglès                        | Elecció interna, 10-03-2022                                                               |
| República Txeca ČT                      | «Lights Off»                    | We Are Domi                   | Eurovision Song CZ 2022, 16-12-2021 (Presentació de la versió final, 14-03-2022)          |
| República Txeca ČT                      | «Llums apagats»                 | Anglès                        | Eurovision Song CZ 2022, 16-12-2021 (Presentació de la versió final, 14-03-2022)          |
| Romania TVR                             | «Llámame»                       | WRS                           | Selecţia Naţională 2022, 05-03-2022                                                       |
| Romania TVR                             | «Telefona'm»                    | Anglès i castellà             | Selecţia Naţională 2022, 05-03-2022                                                       |
| San Marino SMRTV                        | «Stripper»                      | Achille Lauro                 | Una voce per San Marino, 19-02-2022                                                       |
| San Marino SMRTV                        | —                               | Italià i anglès               | Una voce per San Marino, 19-02-2022                                                       |
| Sèrbia RTS                              | «In corpore sano»               | Konstrakta                    | Pesma za Evroviziju 22, 05-03-2022                                                        |
| Sèrbia RTS                              | «En un cos sa»                  | Serbi i llatí                 | Pesma za Evroviziju 22, 05-03-2022                                                        |
| Suècia SVT                              | «Hold Me Closer»                | Cornelia Jakobs               | Melodifestivalen 2022, 12-03-2022                                                         |
| Suècia SVT                              | «Abraça'm més fort»             | Anglès                        | Melodifestivalen 2022, 12-03-2022                                                         |
| Suïssa SRG SSR                          | «Boys Do Cry»                   | Marius Bear                   | Elecció interna, 08-03-2022                                                               |
| Suïssa SRG SSR                          | «Els nois sí que ploren»        | Anglès                        | Elecció interna, 08-03-2022                                                               |
| Ucraïna UA:PBC                          | «Stefania» («Стефанія»)         | Kalush Orchestra              | Vidbir 2022, 12-02-2022 (Elecció de la cançó definitiva, 22-02-2022)                      |
| Ucraïna UA:PBC                          | —                               | Ucraïnès                      | Vidbir 2022, 12-02-2022 (Elecció de la cançó definitiva, 22-02-2022)                      |
| Xipre CyBC                              | «Ela» («Ελα»)                   | Andromache                    | Elecció interna, 09-03-2022                                                               |
| Xipre CyBC                              | «Vine»                          | Grec i anglès                 | Elecció interna, 09-03-2022                                                               |

### Artistes que hi tornen
- Stoyan Yankoulov: El 2007 i 2013, Stoyan, component d'Intelligent Music Project, va representar Bulgària amb Elitsa Todorova.
- Mahmood: El cantant va representar el seu país el 2019 amb el tema «Soldi», amb què va quedar en segona posició.
- Zdob şi Zdub: El grup folk moldau va representar el seu país en les edicions de 2005 i 2011.
- Igor Didenchuk: El 2020 i 2021, va representar Ucraïna com a part del grup Go_A.

### Sorteig de semifinals
El sorteig per determinar la ubicació dels països participants en cadascuna de les semifinals es va celebrar el 25 de gener de 2022 al Palau Madama de Torí. Els 36 països semifinalistes es van repartir en 6 bombos, basant-se en tendències històriques en les votacions dels últims 15 anys. El sorteig també va determinar quina semifinal retransmetria i en quina hi votaria cadascun dels països pertanyents al Big Five (Alemanya, Espanya, França, Itàlia i el Regne Unit).
| Bombo 1                                                                    | Bombo 2                                                           | Bombo 3                                                       | Bombo 4                                                     | Bombo 5                                                       | Bombo 6                                                                  |
| -------------------------------------------------------------------------- | ----------------------------------------------------------------- | ------------------------------------------------------------- | ----------------------------------------------------------- | ------------------------------------------------------------- | ------------------------------------------------------------------------ |
| - Albània - Croàcia - Montenegro - Macedònia del Nord - Sèrbia - Eslovènia | - Dinamarca - Austràlia - Finlàndia - Islàndia - Noruega - Suècia | - Armènia - Azerbaidjan - Geòrgia - Israel - Rússia - Ucraïna | - Xipre - Grècia - Malta - Bulgària - Portugal - San Marino | - Estònia - Lituània - Letònia - Moldàvia - Polònia - Romania | - Àustria - Bèlgica - Suïssa - República Txeca - Irlanda - Països Baixos |

| 1a semifinal 10 de maig de 2022                                                              | 1a semifinal 10 de maig de 2022                                                      | 2a semifinal 12 de maig de 2022                                                         | 2a semifinal 12 de maig de 2022                                                                         |
| -------------------------------------------------------------------------------------------- | ------------------------------------------------------------------------------------ | --------------------------------------------------------------------------------------- | --- |
| 1a meitat: Albània Letònia Suïssa Eslovènia Bulgària Moldàvia Ucraïna Lituània Països Baixos | 2a meitat: Noruega Rússia Portugal Dinamarca Armènia Àustria Croàcia Islàndia Grècia | 1a meitat: Austràlia Geòrgia Xipre Sèrbia Finlàndia Azerbaidjan San Marino Israel Malta | 2a meitat: Montenegro Romania República Txeca Polònia Bèlgica Macedònia del Nord Suècia Estònia Irlanda |
| Amb dret a vot: França Itàlia                                                                | Amb dret a vot: França Itàlia                                                        | Amb dret a vot: Regne Unit Espanya Alemanya                                             | Amb dret a vot: Regne Unit Espanya Alemanya                                                             |

## Festival

### Semifinals

#### Semifinal 1[58]
La primera semifinal del festival es va celebrar el 10 de maig de 2022 a l'estadi Palasport Olimpico a Torí, Itàlia. Hi van tenir dret a vot els països participants, França i Itàlia.
| Lloc | País          | Intèrpret(s)                    | Cançó                     | Punts | Núm. |
| ---- | ------------- | ------------------------------- | ------------------------- | ----- | ---- |
| 1    | Ucraïna       | Kalush Orchestra                | «Stefania»                | 337   | 6    |
| 2    | Països Baixos | S10                             | «De Diepte»               | 221   | 8    |
| 3    | Grècia        | Amanda Georgiadi Tenfjord       | «Die Together»            | 211   | 15   |
| 4    | Portugal      | MARO                            | «Saudade, Saudade»        | 208   | 10   |
| 5    | Armènia       | Rosa Linn                       | «Snap»                    | 187   | 17   |
| 6    | Noruega       | Subwoolfer                      | «Give That Wolf A Banana» | 177   | 16   |
| 7    | Lituània      | Monika Liu                      | «Sentimentai»             | 159   | 3    |
| 8    | Moldàvia      | Zdob şi Zdub & Advahov Brothers | «Trenulețul»              | 154   | 9    |
| 9    | Suïssa        | Marius Bear                     | «Boys Do Cry»             | 118   | 4    |
| 10   | Islàndia      | Systur                          | «Með Hækkandi Sól»        | 103   | 1    |
| 11   | Croàcia       | Mia Dimšić                      | «Guilty Pleasure»         | 75    | 11   |
| 12   | Albània       | Ronela Hajati                   | «Sekret»                  | 58    | 1    |
| 13   | Dinamarca     | Reddi                           | «The Show»                | 55    | 12   |
| 14   | Letònia       | Citi Zēni                       | «Eat Your Salad»          | 55    | 2    |
| 15   | Àustria       | LUM!X feat. Pia Maria           | «Halo»                    | 42    | 13   |
| 16   | Bulgària      | Intelligent Music Project       | «Intention»               | 29    | 7    |
| 17   | Eslovènia     | LPS                             | «Disko»                   | 15    | 5    |

     Passen a la final

#### Semifinal 2[59]
La segona semifinal del festival es va celebrar el 12 de maig de 2022 a l'estadi Palasport Olimpico a Torí, Itàlia. Hi van tenir dret a vot els països participants, el Regne Unit, Espanya i Alemanya.
| Lloc | País               | Intèrpret(s)      | Cançó             | Punts | Núm. |
| ---- | ------------------ | ----------------- | ----------------- | ----- | ---- |
| 1    | Suècia             | Cornelia Jakobs   | «Hold Me Closer»  | 396   | 17   |
| 2    | Austràlia          | Sheldon Riley     | «Not The Same»    | 243   | 8    |
| 3    | Sèrbia             | Konstrakta        | «In Corpore Sano» | 237   | 3    |
| 4    | República Txeca    | We Are Domi       | «Lights Off»      | 227   | 18   |
| 5    | Estònia            | Stefan            | «Hope»            | 209   | 12   |
| 6    | Polònia            | Ochman            | «River»           | 198   | 14   |
| 7    | Finlàndia          | The Rasmus        | «Jezebel»         | 162   | 1    |
| 8    | Bèlgica            | Jérémie Makiese   | «Trenulețul»      | 151   | 16   |
| 9    | Romania            | WRS               | «Llámame»         | 118   | 13   |
| 10   | Azerbaidjan        | Nadir Rustamli    | «Fade To Black»   | 96    | 4    |
| 11   | Macedònia del Nord | Andrea            | «Circles»         | 76    | 11   |
| 12   | Xipre              | Andromache        | «Ela»             | 63    | 9    |
| 13   | Israel             | Michael Ben David | «I.M»             | 61    | 2    |
| 14   | San Marino         | Achille Lauro     | «Stripper»        | 50    | 7    |
| 15   | Irlanda            | Brooke            | «That’s Rich»     | 47    | 10   |
| 16   | Malta              | Emma Muscat       | «I Am What I Am»  | 47    | 6    |
| 17   | Montenegro         | Vladana           | «Breathe»         | 33    | 15   |
| 18   | Geòrgia            | Circus Mircus     | «Lock Me In»      | 22    | 5    |

     Passen a la final

### Final
| Lloc | País            | Intèrpret(s)                    | Cançó                     | Punts | Núm. |
| ---- | --------------- | ------------------------------- | ------------------------- | ----- | ---- |
| 01   | Ucraïna         | Kalush Orchestra                | «Stefania»                | 631   | 12   |
| 02   | Regne Unit      | Sam Ryder                       | «SPACE MAN»               | 466   | 22   |
| 03   | Espanya         | Chanel                          | «SloMo»                   | 459   | 10   |
| 04   | Suècia          | Cornelia Jakobs                 | «Hold Me Closer»          | 438   | 20   |
| 05   | Sèrbia          | Konstrakta                      | «In Corpore Sano»         | 312   | 24   |
| 06   | Itàlia          | Mahmood & BLANCO                | «Brividi»                 | 268   | 9    |
| 07   | Moldàvia        | Zdob şi Zdub & Advahov Brothers | «Trenulețul»              | 253   | 19   |
| 08   | Grècia          | Amanda Georgiadi Tenfjord       | «Die Together»            | 215   | 17   |
| 09   | Portugal        | MARO                            | «Saudade, Saudade»        | 207   | 3    |
| 10   | Noruega         | Subwoolfer                      | «Give That Wolf A Banana» | 182   | 7    |
| 11   | Països Baixos   | S10                             | «De Diepte»               | 171   | 11   |
| 12   | Polònia         | Ochman                          | «River»                   | 151   | 23   |
| 13   | Estònia         | Stefan                          | «Hope»                    | 141   | 25   |
| 14   | Lituània        | Monika Liu                      | «Sentimentai»             | 128   | 14   |
| 15   | Austràlia       | Sheldon Riley                   | «Not The Same»            | 125   | 21   |
| 16   | Azerbaidjan     | Nadir Rustamli                  | «Fade To Black»           | 106   | 15   |
| 17   | Suïssa          | Marius Bear                     | «Boys Do Cry»             | 78    | 5    |
| 18   | Romania         | WRS                             | «Llámame»                 | 65    | 2    |
| 19   | Bèlgica         | Jérémie Makiese                 | «Trenulețul»              | 64    | 16   |
| 20   | Armènia         | Rosa Linn                       | «Snap»                    | 61    | 8    |
| 21   | Finlàndia       | The Rasmus                      | «Jezebel»                 | 38    | 4    |
| 22   | República Txeca | We Are Domi                     | «Lights Off»              | 38    | 1    |
| 23   | Islàndia        | Systur                          | «Með Hækkandi Sól»        | 20    | 18   |
| 24   | França          | Alvan & Ahez                    | «Fulenn»                  | 17    | 6    |
| 25   | Alemanya        | Malik Harris                    | «Rockstars»               | 6     | 13   |

     Guanyador

#### Desglossament final
| Lloc | País            | Punts |
| ---- | --------------- | ----- |
| 1    | Regne Unit      | 283   |
| 2    | Suècia          | 258   |
| 3    | Espanya         | 231   |
| 4    | Ucraïna         | 192   |
| 5    | Portugal        | 171   |
| 6    | Itàlia          | 158   |
| 7    | Grècia          | 158   |
| 8    | Països Baixos   | 129   |
| 9    | Austràlia       | 123   |
| 10   | Azerbaidjan     | 103   |
| 11   | Sèrbia          | 87    |
| 12   | Suïssa          | 78    |
| 13   | Bèlgica         | 59    |
| 14   | Polònia         | 46    |
| 15   | Estònia         | 43    |
| 16   | Armènia         | 40    |
| 17   | Noruega         | 36    |
| 18   | Lituània        | 35    |
| 19   | República Txeca | 33    |
| 20   | Moldàvia        | 14    |
| 21   | Finlàndia       | 12    |
| 22   | Romania         | 12    |
| 23   | Islàndia        | 10    |
| 24   | França          | 9     |
| 25   | Alemanya        | 0     |

| Lloc | País            | Punts |
| ---- | --------------- | ----- |
| 1    | Ucraïna         | 439   |
| 2    | Moldàvia        | 239   |
| 3    | Espanya         | 228   |
| 4    | Sèrbia          | 225   |
| 5    | Regne Unit      | 183   |
| 6    | Suècia          | 180   |
| 7    | Noruega         | 146   |
| 8    | Itàlia          | 110   |
| 9    | Polònia         | 105   |
| 10   | Estònia         | 98    |
| 11   | Lituània        | 93    |
| 12   | Grècia          | 57    |
| 13   | Romania         | 53    |
| 14   | Països Baixos   | 42    |
| 15   | Portugal        | 36    |
| 16   | Finlàndia       | 26    |
| 17   | Armènia         | 21    |
| 18   | Islàndia        | 10    |
| 19   | França          | 8     |
| 20   | Alemanya        | 6     |
| 21   | Bèlgica         | 5     |
| 21   | República Txeca | 5     |
| 23   | Azerbaidjan     | 3     |
| 24   | Austràlia       | 2     |
| 25   | Suïssa          | 0     |

## Altres països
L'elegibilitat per a una possible participació al Festival de la Cançó d'Eurovisió requereix una emissora nacional amb membres actius de la UER que puguin transmetre el concurs a través de la xarxa d'Eurovisió. La UER emet invitacions a tots els membres actius. El membre associat Austràlia no necessita una invitació per al concurs de 2022, ja que anteriorment se li havia atorgat permís per participar almenys fins a 2023.
- Andorra (RTVA): Al novembre de 2019, els Demòcrates per Andorra, el partit governant d'Andorra, va declarar que el país finalment tornaria al concurs amb una avaluació de costos com a requisit previ.[61] Susanne Georgi, la representant andorrana de 2009, va declarar el maig de 2020 que havia obtingut els fons necessaris perquè el país tornés a participar-hi.[62] L'1 d'agost d'aquell mateix any Georgi va explicar al podcast de la pàgina web de fans d'Eurovisió que havia mantingut una reunió amb el primer ministre d'Andorra, Xavier Espot Zamora, en què van acordar verbalment tornar a Festival de la Cançó d'Eurovisió el 2022 (ja que no volien participar en les circumstàncies de la pandèmia de la COVID-19).[63] No obstant això, el 19 de juny, l'emissora andorrana va declarar que el principat no hi participaria el 2022.[64]
- Bòsnia i Hercegovina (BHRT): El 24 de juny de 2021, després de la seva sanció econòmica per la UER i de no haver-se encara conclòs, va anunciar que és poc probable que torni al concurs, ja que el finançament i costos per al festival són de moment inviables per a BHRT.[65]
- Escòcia (STV): Després de la celebració de l'anterior edició, el secretari de relacions exteriors del SNP i diputat del parlament escocès, Alyn Smith, va declarar que tenien el desig que Escòcia participés de manera independent del Regne Unit i va carregar contra la BBC i la seva manera de gestionar el festival.[66] La UER, davant aquest missatge, va comunicar que això és de moment impossible, ja que la BBC és responsable de postular-se al festival com a representant de tot el Regne Unit.[67]
- Eslovàquia (RTVS): El 18 de juny de 2021, van decidir de nou no participar al concurs, ja que RTVS no té l'interès de tornar, segons va declarar una portaveu de la radiodifusora. La seva última participació del país va ser el 2012, quan Max Jason Mai va representar Eslovàquia amb la cançó «Don’t Close your Eyes».[68]
- Luxemburg (RTL): El 17 d'agost de 2021, RTL Télé Lëtzebuerg va confirmar que Luxemburg no participaria el 2022.[69]
- Marroc (SNRT): Després de la signatura del tractat de pau entre Israel i el Marroc el 10 de desembre de 2020, la participació del Marroc en Eurovisió és possible.[70][71]
- Mònaco (TMC): El 30 d'agost de 2021, l'emissora monegasca TMC va confirmar que el país no participaria el 2022.[72]

- Turquia (TRT): El 19 de juny de 2021, İbrahim Eren, director general de TRT, va declarar que havien començat les discussions entre la UER i l'emissora sobre el Festival de la Cançó d'Eurovisió.[73]

### Membres associats de la UER
- Kazakhstan (Khabar): el Kazakhstan ja participa al Festival de la Cançó d'Eurovisió Júnior des del seu debut el 2018. L'emissora nacional del Kazakhstan Khabar ha estat transmetent el Festival de la Cançó d'Eurovisió des de 2012. Com a membre associat de la UER, Khabar Agency ha de ser convidada per la UER i aprovada pel grup de referència del concurs de cançons per a participar en qualsevol esdeveniment d'Eurovisió, el mateix procés que va seguir la SBS d'Austràlia en el passat.[74] No obstant això, de moment, les invitacions del Kazakhstan només s'han limitat a l'edició infantil del concurs.

### Països no membres de la UER
- Belarús (BRTC): El 28 de maig de 2021, la UER va proposar suspendre la filiació de l'emissora belarussa BRTC, la qual cosa faria impossible la participació en el Festival d'Eurovisió, i va tenir dues setmanes per a respondre abans que la suspensió entrés en vigència.[75] Des de l'1 de juliol de 2021, aquesta suspensió és efectiva i ja no forma part de l'organització, per la qual cosa la radiodifusora belarussa BTRC no podrà participar en els pròxims festivals.
- Liechtenstein (1FLTV): L'agost de 2021, l'emissora de Liechtenstein 1FLTV va anunciar que no debutarien el 2022. L'emissora havia intentat convertir-se en membre de la UER en el passat, però va detenir els seus plans quan el seu director, Peter Kölbel, va morir inesperadament. També necessitaria el suport del govern de Liechtenstein per a poder assumir el cost de convertir-se en membre de la UER i pagar la tarifa de participació per al concurs.[76]
- Rússia: Malgrat haver confirmat la seva participació al concurs el 20 d'octubre de 2021, el 26 de febrer, les radiodifusores russes VGTRK i Pervi Kanal van suspendre la seva filiació en la UER, la qual cosa va impossibilitar la participació el 2022 i futures participacions.[77]

## Incidents

### Crisi russo-ucraïnesa

#### Candidatura ucraïnesa
En plena escalada bèl·lica contra Rússia, se'ls va donar mira als candidats del Vidbir, que pretenien representar Ucraïna al Festival de la Cançó d'Eurovisió 2022, per possibles vinculacions o afinitats amb el país contrari. Alina Paix, qui va ser proclamada candidata a representar Ucraïna en aquest concurs el 12 de febrer amb la cançó «Tini zabutych predkiv (Shadows of Forgotten Ancestors)», va ser acusada d'haver realitzat una actuació privada dins de Crimea, per la qual cosa es va posar en escac la seva victòria i corria el risc de ser desqualificada. Finalment, Paix va rebutjar ser la representant d'Ucraïna el 16 de febrer de 2022.

#### Desqualificació de Rússia
Arran de la invasió russa d'Ucraïna del 2022, que va començar el 24 de febrer, UA:PBC va fer una crida per a suspendre del sindicat a les emissores russes membres de la UER, VGTRK i Pervi Kanal. La crida va al·legar que des del començament de la intervenció militar russa a Ucraïna el 2014, VGTRK i Pervi Kanal han estat portaveus del govern rus i una eina clau de propaganda política finançada amb el pressupost estatal rus. La UER va declarar inicialment que tant Rússia com Ucraïna encara podrien participar al concurs, citant la naturalesa apolítica de l'esdeveniment.
Diverses emissores van expressar la seva preocupació per la decisió i van emetre comunicats demanant l'eliminació de Rússia del concurs. A més d'UA:PBC d'Ucraïna, les emissores d'altres nou països van sol·licitar a la UER que canviés la decisió: DR de Dinamarca, ERR d'Estònia, Yle de Finlàndia, RÚV d'Islàndia, LRT de Lituània, AVROTROS de Països Baixos, NRK de Noruega, TVP de Polònia i SVT de Suècia. Yle també va declarar que retiraria la seva participació si Rússia no era exclosa del concurs. Això va ser seguit per un anunci similar d'ERR. Els representants letons Citi Zēni també van instar a la UER a reconsiderar la participació russa. El 25 de febrer de 2022, la UER va anunciar finalment que Rússia no competiria al concurs, ja que "a la llum de la crisi sense precedents a Ucraïna, la inclusió d'una entrada russa en el concurs d'enguany desacreditaria la competència".